# Mi Teleférico
Mi Teleférico (v překladu Moje lanovka) je systém visutých lanových drah sloužící jako systém městské hromadné dopravy v bolivijských městech La Paz a El Alto. První tři linky byly otevřeny v roce 2014, v roce 2019 měl systém 10 linek s celkovou délkou 32 km a 38 stanicemi. V roce 2024 přepravil 78,3 milionu cestujících.
Výstavba systému, který postavila rakouská firma Doppelmayr byla zahájena v roce 2012, první etapa byla dokončena v roce 2014. Od té doby je tento systém považován za nejdelší svého druhu na světě. Obdobné systémy městských lanovek doplňovaly stávající systémy hromadné dopravy, Mi Teleférico je však prvním případem, kde takový systém tvoří páteř městské hromadné dopravy, když dalším druhém hromadné dopravy jsou zde už jen autobusy.
Systém byl navržen s ohledem na specifickou situaci členitého reliéfu, když La Paz leží v hlubokém údolí s průměrnou nadmořskou výškou 3 600 m n. m., zatímco El Alto je na náhorní plošině v nadmořské výšce 4 100 m n. m. a jsou od sebe odděleny strmým svahem. Jediným dřívějším spojením byly klikaté a přetížené silnice.
Systém provozuje státní společnost Empresa Estatal de Transporte por Cable Mi Teleférico, která provozuje také turistickou lanovku v Oruru. Jízdné stojí 3 bolivianos (asi 10 Kč), v případě přestupu na jinou linku pak 2 bolivianos. Příjmy z jízdného pokrývají provozní náklady, systém tak nepotřebuje provozní dotace.

## Linky
V provozu jsou následující linky, z kterých je nejvíce využívaná fialová linka:
| linka              | konečné stanice                                                 | délka  | cestovní čas | počet stanic | počet kabin | maximální kapacita | rychlost | stožárů | datum otevření    |
| ------------------ | --------------------------------------------------------------- | ------ | ------------ | ------------ | ----------- | ------------------ | -------- | ------- | ----------------- |
| červená linka      | 16 de Julio/Jach'a Qhathu – Estación Central/Taypi Uta          | 2,4 km | 10 min       | 3            | 109         | 3 000              | 5 m/s    | 19      | 30. května 2014   |
| žlutá linka        | Mirador/Qhana Pata – Chuqui Apu/Libertador                      | 3,9 km | 13,5 min     | 4            | 169         | 3 000              | 5 m/s    | 31      | 15. září 2014     |
| zelená linka       | Chuqui Apu/Libertador – Irpawi/Irpavi                           | 3,7 km | 16,6 min     | 4            | 165         | 3 000              | 5 m/s    | 27      | 4. prosince 2014  |
| tmavě modrá linka  | Rio Seco/Waña Jawira – 16 de Julio/Jach'a Qhathu                | 4,7 km | 17 min       | 5            | 208         | 3 000              | 5 m/s    | 38      | 3. března 2017    |
| oranžová linka     | Estación Central/Taypi Uta – Héroes de la Revolución/Villarroel | 2,6 km | 10 min       | 4            | 127         | 3 000              | 5 m/s    | 26      | 29. září 2018     |
| bílá linka         | Plaza Villarroel – San Jorge                                    | 2,9 km | 13,1 min     | 4            | 131         | 3 000              | 5 m/s    | 26      | 24. března 2018   |
| světle modrá linka | El Prado – Chuqui Apu/Libertador                                | 2,6 km | 11,8 min     | 4            | 155         | 4 000              | 6 m/s    | 26      | 24. března 2018   |
| fialová linka      | 6 de Marzo – San Jose                                           | 4,3 km | 16,2 min     | 3            | 190         | 4 000              | 6 m/s    | 34      | 28. září 2018     |
| hnědá linka        | Monumento Busch – Las Villas                                    | 0,7 km | 3,8 min      | 2            | 27          | 2 000              | 5 m/s    | 7       | 20. prosince 2018 |
| stříbrná linka     | 16 de Julio/Jach'a Qhathu – Mirador/Qhana Pata                  | 2,6 km | 11,7 min     | 3            | 117         | 3 000              | 5 m/s    | 21      | 9. března 2019    |